# La reencarnación de Peter Proud
La reencarnación de Peter Proud es una película de drama y terror psicológico estadounidense de 1975 dirigida por J. Lee Thompson y protagonizada por Michael Sarrazin , Margot Kidder y Jennifer O'Neill. 
La película se basa en la historia de un profesor universitario que, después de experimentar una serie de extrañas pesadillas, llega a creer que es la reencarnación de otra persona. Está basada en la novela homónima de 1973 de Max Ehrlich , quien adaptó el guion.

## Sinopsis
Un profesor universitario sufre recurrentes y extrañas pesadillas que lo llevan a creer que está siendo poseído por el espíritu de un hombre muerto. Su decisión de investigar el problema lo llevará muy lejos. 

## Reparto
- Michael Sarrazin como Dr. Peter Proud
- Margot Kidder como Marcia Curtis
- Jennifer O'Neill como Ann Curtis
- Cornelia Sharpe como Nora Hayes
- Paul Hecht como el Dr. Sam Goodman
- Albert Henderson como el sargento de policía
- Tony Stephano comobJeff Curtis
- Anne Ives como Ellen Curtis
- Debralee Scott como Suzy
- Steve Franken como el Dr. Charles Crennis
- Fred Stuthman como Pop Johnson

## Medios domésticos
En 2018, Kino Lorber lanzó La reencarnación de Peter Proud en una edición especial de Blu-ray que presenta una nueva restauración en 4K de los elementos originales de la película.

## Remake propuesto
El 9 de noviembre de 2009, se anunció que Andrew Kevin Walker y David Fincher (escritor y director, respectivamente, de Seven ) trabajarían en el remake, con Paramount Pictures y Columbia Pictures financiando el proyecto. El rodaje y el estreno en cines del remake estaban previstos para 2016, pero a partir de 2018, el proyecto figuraba como "en desarrollo".
En 2021 surgieron nuevos informes sobre una nueva versión planificada, con el desarrollo y la producción ahora a cargo de David Goyer de Phantom Four Films en colaboración con Village Roadshow , y con Sean Durkin como escritor y director.